# Niedertemperaturheizung
Ein Niedertemperaturheizsystem ist ein auf niedrige Vorlauftemperaturen abgestimmtes Heizungssystem. Je nach Energieträger kann Heizwärme auf dem niedrigen Temperaturniveau wirtschaftlicher bereitgestellt werden.
Niedertemperatursysteme lassen sich gut mit Bauteiltemperierung und Flächenheizungen kombinieren, die durch die abgegebene Wärmestrahlung Behaglichkeit bereits bei niedrigeren Temperaturen der Raumluft erreichen, was auch der Gesundheit förderlich ist.
Als Wärmequelle dienen oft Brennwertkessel oder Wärmepumpenheizungen, auch mit solarer Unterstützung, da diese Heizsysteme in niedrigen Temperaturbereichen bessere Wirkungsgrade erzielen.
Soweit ein Heizkessel im Heizsystem vorhanden ist, muss es entweder ein Brennwert- oder Niedertemperaturkessel sein, die jeweils aus korrosionsfesten Materialien bestehen und die Kondensation des bei der Verbrennung entstehenden Wasserdampfs an der Kesseloberfläche zumindest zeitweise erlauben. Niedertemperaturkessel haben daher keine Rücklaufanhebung.
In Niedertemperaturanlagen variiert die Kesselwassertemperatur mit der Vorlauftemperatur bedarfsabhängig. Das verringert die Abgasverluste und die Wärmeabstrahlung im Aufstellraum. Manche Kessel können schadlos bis auf Raumtemperatur auskühlen, was die Stillstandsverluste senkt.
Im Leistungsbereich unter 400 kW dürfen in Deutschland seit 1998 Standardheizkessel, deren Vorlauftemperatur bauartbedingt 70 °C nicht unterschreiten darf, nicht mehr installiert werden.
Auch in Heizsystemen im Bestand, die noch auf hohe Vorlauftemperaturen ausgelegt waren, ist es meist problemlos möglich, den alten Heizkessel durch einen Niedertemperaturkessel zu ersetzen. Dadurch sinken die Energieverluste hauptsächlich in der Übergangsjahreszeit. Gegebenenfalls muss der vorhandene Schornstein verrohrt werden, um die Kondensation der Abgase im Verlauf des Kamins zu vermeiden, die zur Versottung führen kann. Bei Schwerkraftheizungen kann die Vorlauftemperatur abgesenkt werden, indem eine Umwälzpumpe installiert wird.

## Nachteile
Die Regelung einer Niedertemperaturheizung ist träger als bei anderen Systemen, insbesondere bei Beteiligung großer Gebäudemassen.
Durch die niedrige Systemtemperatur können zentrale Warmwasserspeicher nicht mehr direkt über den Heizkreis beheizt werden, da die Speichertemperatur zur Legionellen-Prävention 50 bis 70 °C betragen muss.
Alternativ kann die Warmwasserversorgung auf einem niedrigeren Temperaturniveau über Wohnungs- bzw. Frischwasserstationen oder eine gesonderte Wärmepumpe geschehen, die den Heizkreis, die Abluft einer kontrollierten Wohnraumlüftung oder eine andere Wärmequelle nutzt.